# Parc Hauser
Le parc Hauser est un espace vert public situé dans la ville du Havre en Seine-Maritime. D'une superficie de trois hectares, il se trouve sur la Côte, entre le quartier du Rond-Point et le cimetière Sainte-Marie, à la limite entre ville basse et ville haute. Il est encadré par la rue de Tourneville en bas et la rue du 329e R. I. en haut. Son dénivelé est de 62,15 mètres et sa pente moyenne est de 15,5 %. Ce parc est remarquable par ses nombreuses grottes artificielles d'où l'on tirait la marne et pour sa faune sauvage (rapaces, chauves-souris, écureuils, hérissons, lapins de garenne, renards et fouines),. Le lieu abrite également une importante collection de plus de 165 variétés de houx.

## Histoire
Au Moyen Âge, le parc Hauser faisait partie de la seigneurie de Tourneville où était érigé un manoir. Le terrain fut racheté par Joseph-Alexandre Eyriès mais c'est à son fils, le géographe Jean-Baptiste Benoît Eyriès, que l'on doit l'aménagement du parc : ce dernier fit notamment planter des arbres exotiques (cèdre du Liban, séquoïa, ginkgo). Puis la propriété passa entre les mains de la famille Hauser avant d'être rachetée par la municipalité. Le pavillon Ancel, construit au début du XIXe siècle puis agrandi, abrite aujourd'hui des services municipaux. Il a gardé son escalier en fer à cheval et ses grottes ornées de rocaille. 